# Mosciano Sant'Angelo
Mosciano Sant'Angelo är en ort och kommun i provinsen Teramo i regionen Abruzzo i Italien. Kommunen hade 9 274 invånare (2018).